# Morro da Nova Cintra
Morro da Nova Cintra é um bairro situado na região dos morros da cidade brasileira de Santos, no estado de São Paulo.
O bairro, que teria recebido seu nome em homenagem à cidade de Sintra, em Portugal devido à semelhança topográfica entre os dois locais, tem uma população de cerca de 7000 pessoas, de acordo com o Instituto Brasileiro de Geografia e Estatística. Conta com uma atração turística, a Lagoa da Saudade, para onde a prefeitura local trouxe uma grande população de carpas e construiu decks para a população.
A ocupação do morro remonta ao início da colonização portuguesa, quando da passagem de Martim Afonso de Sousa pela região. João dos Passos, um dos integrantes da esquadra lusa, teria se interessado então por criar um núcleo agrícola no planalto existente no topo do morro, que, com uma lagoa e uma cachoeira, oferecia condições extremamente propícias para o plantio. Mudas de cana-de-açúcar foram trazidas da ilha da Madeira, e o próprio Martim Afonso de Sousa teria organizado a construção de um engenho d'água no local, com uma capela dedicada a São Jorge - o Engenho dos Erasmos, cujas ruínas ainda existem até hoje, a oeste do morro.